# Эпсилон Малой Медведицы
Уроделус (ε UMi) — четвёртая по светимости звезда в созвездии Малой Медведицы.

## Описание
Эпсилон Малой Медведицы — двойная звёздная система. Видна как один объект невооружённым глазом с общей видимой величиной 4,195±0,035, основываясь на ежегодном смещении параллакса в 10,73, наблюдаемом с Земли, он расположен примерно в 300—303 световых годах от Солнца. Пара приближается к Солнцу с радиальной скоростью −10,57 км/с. Двойная система Эпсилона Малой Медведицы состоит из жёлтого гиганта массой до 3-х солнечных и 19 радиусов с температурой не более 5300 К, который светит как 225 наших солнц со спектральным классом G5 III и вторым, менее изученным компаньоном со спектральным классом A8-F0 V — который является звездой главной последовательности, который и вызывает периодичную яркость в зависимости от периода, который совпадает с орбитальным периодом 39,5 суток и низким эксцентриситетом 0,04. Открыта в 1899 году американским астрономом У. У. Кэмпбеллом, а первое орбитальное определение было сделано в 1910 году канадским астрономом Дж. С. Пласкеттом. Звезда имеет магнитуду 12,32 при угловом расстоянии 77,0 угловых секунд вдоль угла положения 2°, также минимальную видимую звёздную величину 4,21 по состоянию на 2014 год.

## Наименование звезды
Эпсилон Малой Медведицы имеет несколько названий, в различных источниках упоминается как «Уроделус» и «Цирциторес», последнее более редкое, хотя и более официальное. Международным Астрономическим Союзом пока не утверждено какое-либо официальное собственное имя звезды, тем более в профессиональных кругах исторические названия звёздных объектов указываются в цифровых обозначениях либо называются по греческим буквенным значениям, и собственные имена являются не более чем любительскими обозначениями с историческим началом.
«Цирциторес» с латинского переводится как «окружная», «циклическая» (звезда).